# Kjóko Nozakiová
Kjóko Nozakiová (japonsky 野崎 京子, Nozaki Kyōko) (* 9. února 1964) je japonská chemička a profesorka chemie při Tokijské univerzitě.

## Kariéra
- 1991 – 1999 - Instruktorka při Kjótské univerzitě
- 1999 – 2002 - Docentka při Kjótské univerzitě
- 2002 – 2003 - Docentka při Tokijské univerzitě
- 2003 – do současnosti - Profesorka při Tokijské univerzitě

## Výzkum
Kjóko Nozakiová se zabývá výzkumem organokovových sloučenin, vývoje katalyzátorů polymeračních reakcí, chemií organických sloučenin bóru a chemickou syntézou.

## Ocenění
- 2003 Cena OMCOS Prize in organometallic chemistry
- 2004 Wileyho cena (Japonská společnost pro vědu polymerů)
- 2006 Ocenění Science Award (IBM Japan)
- 2008 Saruhašiho cena
- 2008 Mukaijamova cena (Society of Synthetic Organic Chemistry, Japan)
- 2009 Ocenění Catalysis Science Award (Mitsui Chemicals)
- 2009 Nagojská stříbrná medaile
- 2013 Ocenění Schlenk Lecture Award
- 2021 Cena L'Oréal-UNESCO For Women in Science Award
- 2021 Cena [1]
- 2021 Cena IUPAC[2]